# Manukau
Manukau – trzecie co do wielkości miasto Nowej Zelandii. Jest częścią regionu Auckland, ale ze względu na podział administracyjny, który nastąpił w roku 1965 uważane jest za osobne miasto. 
W mieście rozwinął się przemysł spożywczy.
Manukau podzielone jest na 7 dzielnic (tzw. wards):
1. Pakuranga
2. Clevedon
3. Mangere
4. Otara
5. Howick
6. Manurewa
7. Papatoetoe

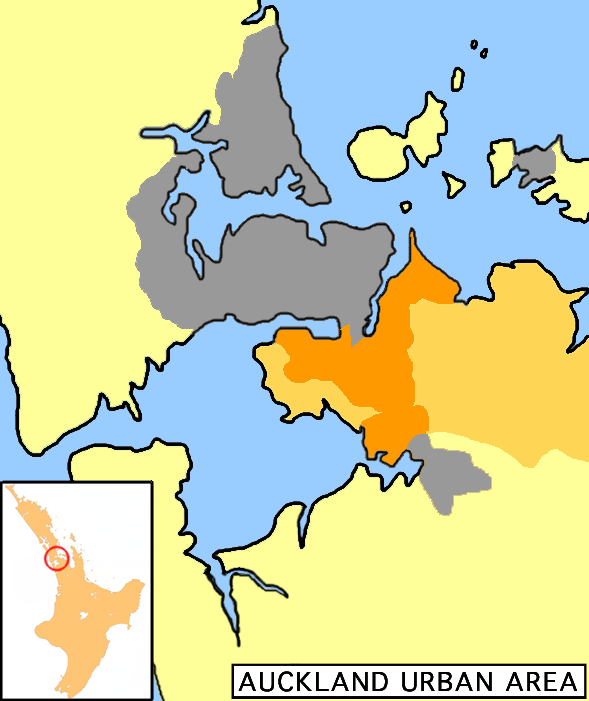
Miasto Manukau (kolor pomarańczowy), jako część większego obszaru miejskiego Auckand (kolor szary)

W 2001 spis powszechny wykazał 283 tys. mieszkańców.

## Miasta partnerskie
- Utsunomiya, Japonia